# Fusigobius melacron
Fusigobius melacron is een straalvinnige vissensoort uit de familie van grondels (Gobiidae). De wetenschappelijke naam van de soort werd voor het eerst geldig gepubliceerd in 2001 door John Ernest Randall.